# Berri
Berri je stará jednotka délky používaná v Turecku.

## Převodní vztahy
- 1 berri = 1670 případně 1744 m = 1/3 agaç